# Adrianne Palicki
Adrianne Lee Palicki (Toledo, 1983. május 6. –) amerikai színésznő.
Emlékezetesebb televíziós alakítása voltak A S.H.I.E.L.D. ügynökei (2014–2016) és 2017-től az Orville című sorozatokban. Filmjei közé tartozik a Légió (2010), a Vörös hajnal (2012), a G.I. Joe: Megtorlás (2013) és a John Wick (2014).

## Gyermekkora és családja
Adrianne Palicki Nancy Lee és Jeffrey Arthur Palicki második gyermekeként született Toledo-ban, Ohio államban. Bátyja, Eric képregényíró. Szüleik angol, német, lengyel és magyar felmenőkkel rendelkeznek.

## Pályafutása
2003-ban kezdte pályáját néhány rövidfilmmel. Feltűnt néhány kisebb szerepben a Smallville és a CSI: A helyszínelők című sorozatokban. A Tiszta Hawaii két epizódjában is játszott, Lisa Ruddnick szerepében. A South Beach című sorozatban már nyolc részre kapott felkérést, ahol Briannát alakította.
Több kisebb szerep után lehetőséget kapott a Szex a lelke mindennek című filmben, ahol Joseph Gordon-Levitt, Carla Gugino és Timothy Olyphant színészekkel játszhatott együtt. A Friday Night Lights – Tiszta szívvel foci című televíziós sorozatban Tyra Collette szerepét kapta meg, akit  52 epizódban alakított. Ezt követően 2011-ben kapta meg a Wonder Woman főszerepét, Jeffrey Reiner rendezésében. A próbaepizód azonban nem került adásba és így sorozat sem készült belőle.
A G.I. Joe: Megtorlás című filmben Bruce Willis, Dwayne Johnson, Channing Tatum, Jonathan Pryce és Byung-Hun Lee mellett kapott egy kisebb szerepet. A John Wick című filmben Ms. Perkins bérgyilkosnő szerepét osztották rá, majd a 2015-ös A szerelem epizódjai című filmben ismét főszerephez jutott. 2014-től 2016-ig A S.H.I.E.L.D. ügynökei 31 részében alakította Bobbi Morse-t. 2017-ben egy újabb akciófilm következett, a S.W.A.T. – Tűzveszély. Az Az Orville: Új horizontok című sorozatban Kelly Grayson parancsnokot formálja meg 2017 óta.

## Filmográfia

### Film
| Év   | Magyar cím             | Eredeti cím           | Szerep                   | Magyar hang        |
| ---- | ---------------------- | --------------------- | ------------------------ | ------------------ |
| 2005 | Popsztár               | Popstar               | Whitney Addison          |                    |
| 2006 |                        | Seven Mummies         | Isabelle                 |                    |
| 2009 | Csajok a pácban        | Women in Trouble      | Holly Rocket             |                    |
| 2010 | Légió                  | Legion                | Charlie                  | Pálmai Anna        |
| 2010 | Szex a lelke mindennek | Elektra Luxx          | Holly Rocket             |                    |
| 2012 | Vörös hajnal           | Red Dawn              | Toni Walsh               | Csúz Lívia         |
| 2013 | G.I. Joe: Megtorlás    | G.I. Joe: Retaliation | Jaye Burnett / Lady Jaye | Pikali Gerda       |
| 2013 |                        | Coffee Town           | Becca                    |                    |
| 2014 |                        | Dr. Cabbie            | Natalie Wilman           |                    |
| 2014 | John Wick              | John Wick             | Ms. Perkins              | Bogdányi Titanilla |
| 2015 | A szerelem epizódjai   | Baby, Baby, Baby      | Sunny                    | Bognár Anna        |
| 2017 | S.W.A.T. – Tűzveszély  | S.W.A.T.: Under Siege | Ellen Dwyer              | Kiss Virág         |
| 2021 | Együtt bezárva 2.      | With/In: Volume 2     | ismeretlen szerep        |                    |
| 2023 |                        | Quasi                 | Queen Catherine          |                    |

Rövidfilmek
- 2003: Rewrite – csinos lány
- 2003: Getting Rachel Back – Rachel
- 2011: Waves – barátnő
- 2017: It's Supposed to be Easy – Kris
- 2023: Thoughts and Prayers – Barnes szenátor (filmproducer)[3]

### Televízió
| Év        | Magyar cím                                | Eredeti cím                          | Szerep                                  | Megjegyzések                                               |
| --------- | ----------------------------------------- | ------------------------------------ | --------------------------------------- | ---------------------------------------------------------- |
| 2004      | Smallville                                | Smallville                           | Kara, Lindsay Harrison                  | 1 epizód                                                   |
| 2004      |                                           | Quintuplets                          | Jessica Geiger                          | 1 epizód                                                   |
| 2004      | CSI: A helyszínelők                       | CSI: Crime Scene Investigation       | Miranda                                 | 1 epizód                                                   |
| 2004      |                                           | The Robinsons: Lost in Space         | Judy Robinson                           | eladatlan próbaepizód                                      |
| 2005      | Tiszta Hawaii                             | North Shore                          | Lisa Ruddnick                           | 2 epizód                                                   |
| 2005–2009 | Odaát                                     | Supernatural                         | Jessica Moore                           | - 4 epizód - magyar hangja: - Csondor Kata                 |
| 2006      |                                           | South Beach                          | Brianna                                 | 8 epizód                                                   |
| 2006      |                                           | Aquaman                              | Nadia                                   | eladatlan próbaepizód                                      |
| 2006–2011 | Friday Night Lights – Tiszta szívvel foci | Friday Night Lights                  | Tyra Collette                           | 52 epizód                                                  |
| 2007      |                                           | Winter Tales                         | fagyöngyös lány                         | 3 epizód                                                   |
| 2007–2019 | Robotcsirke                               | Robot Chicken                        | több szereplő hangja                    | 8 epizód                                                   |
| 2008      |                                           | Robot Chicken: Star Wars Episode II  | Padmé Amidala / Jessica / Lexi (hangja) | különkiadás                                                |
| 2009      | CSI: Miami helyszínelők                   | CSI: Miami                           | Marisa Dixon                            | 1 epizód                                                   |
| 2009      |                                           | Titan Maximum                        | Clare (hangja)                          | 4 epizód                                                   |
| 2010      | Family Guy                                | Family Guy                           | Tiffani Thiessen (hangja)               | 1 epizód                                                   |
| 2010      |                                           | Lone Star                            | Cat Thatcher                            | 5 epizód                                                   |
| 2010      |                                           | Robot Chicken: Star Wars Episode III | Padmé Amidala / Jessica / nő(hangja)    | különkiadás                                                |
| 2011      | Gyilkos elmék                             | Criminal Minds                       | Sydney Manning                          | 1 epizód                                                   |
| 2011      |                                           | Wonder Woman                         | Diana Prince / Wonder Woman             | eladatlan próbaepizód                                      |
| 2014      | Alkonyattól pirkadatig                    | From Dusk till Dawn: The Series      | Vanessa Styles                          | 2 epizód                                                   |
| 2014      | Tömény történelem                         | Drunk History                        | Kate Warne                              | 1 epizód                                                   |
| 2014      | Egy fiúról                                | About a Boy                          | Dr. Samantha Lake                       | 10 epizód                                                  |
| 2014      |                                           | This Is Why You're Single            | Maria                                   | tévéfilm                                                   |
| 2014–2016 | A S.H.I.E.L.D. ügynökei                   | Agents of S.H.I.E.L.D.               | Barbara "Bobbi" Morse                   | - főszereplő (31 epizód) - magyar hangja: - Peller Mariann |
| 2016      |                                           | Marvel's Most Wanted                 | Barbara "Bobbi" Morse                   | eladatlan próbaepizód                                      |
| 2017–     | Az Orville: Új horizontok                 | The Orville                          | Kelly Grayson parancsnok                | - főszereplő - magyar hangja: - Bogdányi Titanilla         |